# Система административного управления Туркестаном
Система административного управления Туркестаном — система управления Российской империей территорией Туркестана.

## История
После включения в состав Российской империи стратегически важных территорий (Ташкент, 1865 год; Ходжент, 1866 год; Самарканд, 1868 год) в Западном Туркестане стала складываться и система русского управления новым краем. Основной особенностью этой системы управления было то, что власть была сосредоточена в руках военных, а не Министерства внутренних дел, как это было практически во всех других губерниях России. Связано это было в основном с тем, что в непосредственной близости от Туркестана находились границы с Ираном, Афганистаном и Китаем, а также с полузависимыми от России Бухарским и Хивинским ханствами, с которыми складывались не всегда простые военно-дипломатические отношения, а также с тем, что на территории края постоянно в разных местах возникали военные столкновения с местными вооруженными племенами, хотя русская администрация демонстративно старалась не вмешиваться во внутренние дела местного населения, ограничиваясь отменой наиболее одиозных местных обычаев, например отменила работорговлю, повсеместно существовавшую до этого. Более того, до 1917 года местное население Средней Азии освобождалось от призыва на военную службу.
С 1865 года основой административного управления в крае было Временное положение об управлении Туркестанской областью.
С 1867 года создаётся Туркестанское генерал-губернаторство, включающее Сырдарьинскую область с центром в г. Ташкенте и Семиреченскую область с центром в г. Верном (ныне Алматы). В 1868 году к Туркестанскому генерал-губернаторству присоединяется Зеравшанский округ, позднее в 1887 году преобразованный в Самаркандскую область. В 1874 году был образован Амударьинский округ на правом берегу реки. В 1876 после завоевания территории Кокандского ханства в Ферганской долине была сформирована Ферганская область. В 1881 году русские закаспийские владения вдоль границы с Ираном с центром в Асхабаде были административно оформлены в виде Закаспийской области, первоначально находившейся в административном подчинении Кавказского наместничества. Однако в 1897 году эта территория вошла в состав Туркестанского генерал-губернаторства.
В 1867 году высочайшим указом был утверждено новое положение об управлении Туркестанским краем. В соответствии с этим положением главой Туркестанского края являлся генерал-губернатор, назначаемый царем, в руках которого объединялась как административная, гражданская власть в крае, так и военная.
К концу XIX века Туркестанское генерал-губернаторство состояло из пяти областей: Сыр-Дарьинской с центром в Ташкенте, одновременно являвшимся центром всего Туркестанского генерал-губернаторства, Ферганской с центром в Скобелеве (в настоящее время город Фергана), Самаркандской с центром в Самарканде, Семиречинской с центром в Верном (в настоящее время город Алма-ата) и Закаспийской с центром в Асхабаде (ныне Ашхабад).
Главными властными органами областей были военные губернаторы, назначаемые и увольняемые военным министром по согласованию с генерал-губернатором края и областные правления, приравненные по своим правам к губернским правления остальных губерний Российской империи, и также как в остальных губерниях области делились на уезды и волости. Уездные и волостные начальники назначались из числа военных.
После 1884 года было решено приблизить систему управления краем к общероссийской административной модели управления, но с сохранением ряда традиционных учреждений, существовавших у коренного населения края, а также с введением элементов управления, которые ещё только планировалось вводить в систему административного управления остальных губерний России. И в 1886 году было принято новое Положение об управлении Туркестанским краем.
В соответствии с этим Положением регламентировались основные административные, судебные и хозяйственные отношения. Был создан Совет Туркестанского генерал-губернатора, который обладал правом законодательной инициативы в вопросах связанных с управлением краем, поземельно-податным устройством, земскими повинностями. В соответствии с этим Положением была существенно ограничена власть генерал-губернатора края, которая переходила под контроль Азиатской части Главного штаба. Исполнительным органом Туркестанского края становилась канцелярия Туркестанского генерал-губернатора. За генерал-губернатором сохранялось общее руководство и надзор за всеми органами управления. Однако, органы государственного контроля и суда были независимыми и были неподконтрольны генерал-губернатору Туркестанского края. По мнению некоторых исследователей фактически в крае была создана так называемая военно-народная система управления, которая в некоторых своих чертах была прогрессивнее и демократичнее системы управления, существовавшей на всей остальной территории Российской империи.
В 1908 году был поставлен вопрос о возможности введения в Туркестане общеимперской административной системы управления. Рассматривалось предложение о наделении генерал-губернатора края полномочиями наместника. В 1911 г. началась разработка основных начал преобразования управления Туркестанским краем, однако реформирование не было произведено и власть в Туркестанском крае по-прежнему находилась под контролем Военного министерства. В начале 1913 года императором были одобрены разработанные Советом министров основные принципы преобразований в управлении Туркестанским краем, однако эти принципы так и не получило окончательного редакционного оформления и не прошли рассмотрение в Государственном Совете и Государственной Думе.
После начала Первой мировой войны какие-либо коренные преобразования в системе административного управления Туркестанским краем не предпринимались, а после 1917 года эти преобразования стали носить характер революционных изменений.